# 눈 돌리지 말아요
〈눈 돌리지 말아요〉(일본어: 瞳そらさないで 히토미소라사나이데[*])는 일본의 밴드 DEEN의 다섯 번째 싱글로, 1994년 6월 22일 발매되었다. (CD: BGDH-1035) 곡의 작사는 사카이 이즈미가, 작곡은 오다 테츠로, 편곡은 하야마 타케시가 맡았다. 후일 작사가 사카이 이즈미 (ZARD)가 《forever you》에 셀프 커버하며 수록했다. 이 곡은 DEEN 최초의 오리콘 주간 싱글 차트 1위곡이며, 동시에 DEEN이 발표한 모든 싱글 중에서 두 번째로 많은 판매고를 기록했다. 한편, 이 곡은 오츠카 제약의 포카리 스웨트 광고에도 쓰였다.
B 사이드 곡은 〈언젠가 내 품 안에서〉(いつか僕の腕の中で 이츠카보쿠노우데노나카데[*])이며, 작사는 이케모리 슈이치가, 작곡은 야마네 코지, 편곡은 이케다 다이스케가 맡았다.

## 수록곡
| #            | 제목                                             | 작사            | 작곡         | 편곡            | 재생 시간 |
| ------------ | ------------------------------------------------ | --------------- | ------------ | --------------- | --------- |
| 1.           | 〈〈눈 돌리지 말아요〉〉 (瞳そらさないで)        | 사카이 이즈미   | 오다 테츠로  | 하야마 타케시   | 4:43      |
| 2.           | 〈〈언젠가 내 품 안에서〉〉 (いつか僕の腕の中で) | 이케모리 슈이치 | 야마네 코지  | 이케다 다이스케 | 4:39      |
| 3.           | 〈〈눈 돌리지 말아요〉〉 (Original Karaoke)      |                 |              |                 | 4:42      |
| 4.           | 〈〈언젠가 내 품 안에서〉〉 (Original Karaoke)   |                 |              |                 | 4:35      |
| 총 재생 시간 | 총 재생 시간                                     | 총 재생 시간    | 총 재생 시간 | 총 재생 시간    | 18:39     |